# Circuito di Long Beach
Il  circuito di Long Beach è un circuito cittadino disegnato nella zona marittima della cittadina della California. Ha ospitato tutte le otto edizioni del Gran Premio degli Stati Uniti d'America-Ovest di Formula 1 (dal 1976 al 1983).

## Storia e tracciato
Nella prima versione da 3.251 metri, la partenza si trovava sull'Ocean Boulevard ed era seguita da una serie di curve che culminavano nel tornante Le Gazomet, a cui seguiva il lungo tratto sulla Shoreline Drive, leggermente curvato dalla Bridgestone Bend; esso terminava con un altro tornante, il Queen's Hairpin, a cui seguiva una parte mista con le curve Michelob.

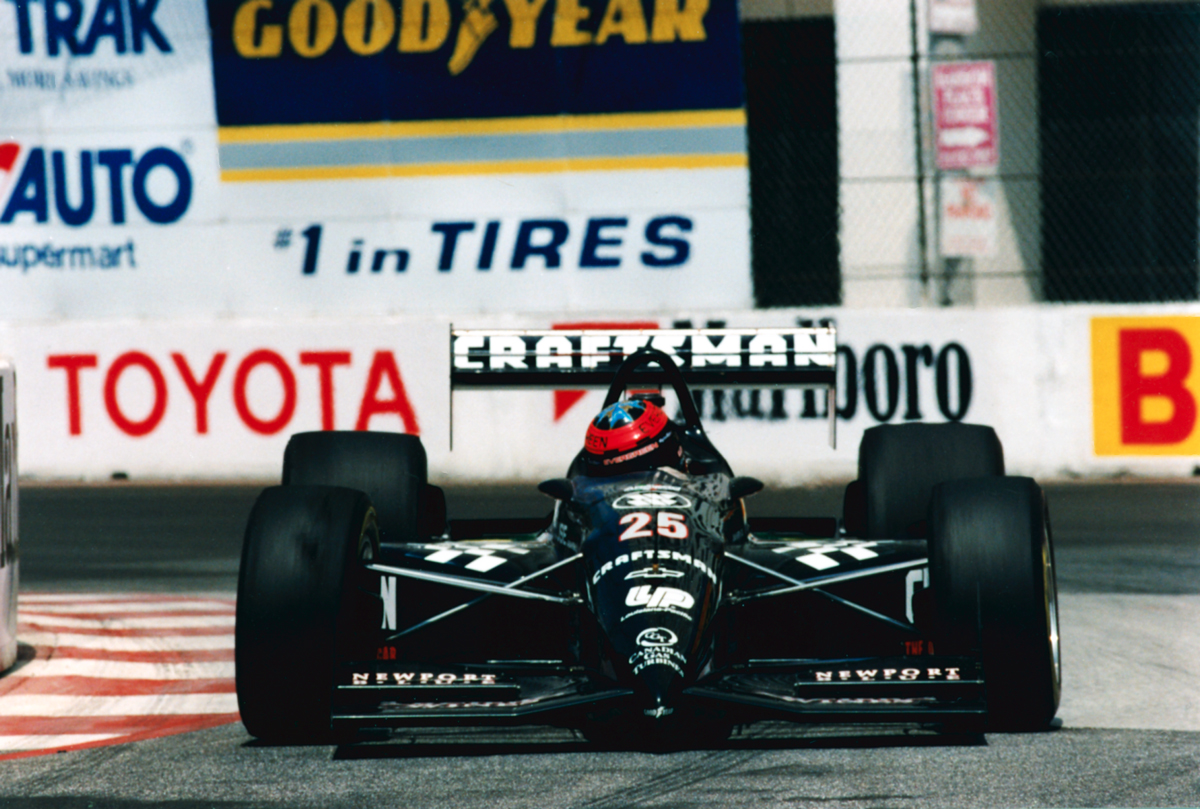
Mark Smith, in pista nell'edizione 1993 del campionato Champ Car.

Questa configurazione durò fino al 1982 (anche se dal 1978 la partenza era spostata sulla Shoreline Drive) quando venne aggiunta una chicane sulla Shoreline Drive e il tracciato venne modificato nella zona delle curve Michelob fino a raggiungere la lunghezza di 3.428 metri. L'anno seguente vennero compiute delle modifiche più radicali che ridussero la lunghezza della pista fino a 3.275 metri; il tratto dopo il via rimase inalterato ma, dopo la curva 5, si abbandonò il tratto sull'Ocean Boulevard, girando su Pine Avenue, passando sotto lo Hyatt Hotel e il Convention Center, seguendo poi la Seaside Way, parallela all'Ocean Boulevard, e riprendendo il vecchio tracciato dopo la curva 9.
Nel 1980 vi ebbe un grave incidente Clay Regazzoni vincitore dell'edizione inaugurale del 1976, in seguito al quale rimase paraplegico, ponendo termine alla sua carriera. Abbandonato dalla Formula 1 dopo l'edizione del 1983, il circuito, ulteriormente modificato soprattutto nella parte iniziale, dal 1984 al 2007 ha ospitato la Champ Car, mentre dal 2008 ospita annualmente una gara dell'IndyCar. Nelle stagioni 2014/15 e 2015/16 il circuito ha ospitato due gare valevoli per il Campionato di Formula E.

Nel 2017 il consiglio comunale di Long Beach ha commissionato uno studio di fattibilità per il ritorno della F1 sul tracciato.

## Mappe del circuito

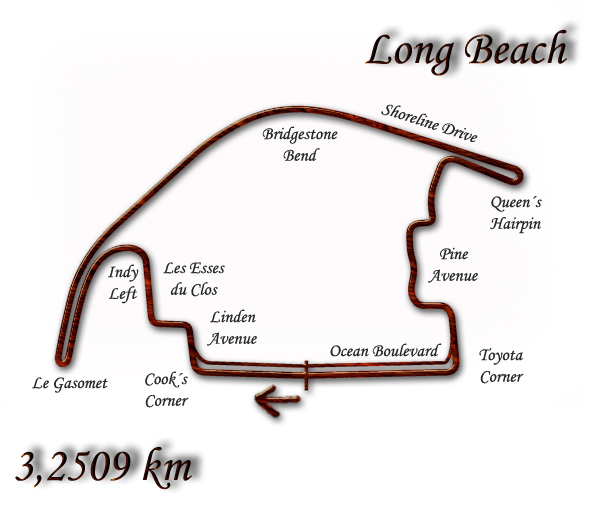
La configurazione di 3.251 metri utilizzata dal 1976 al 1977
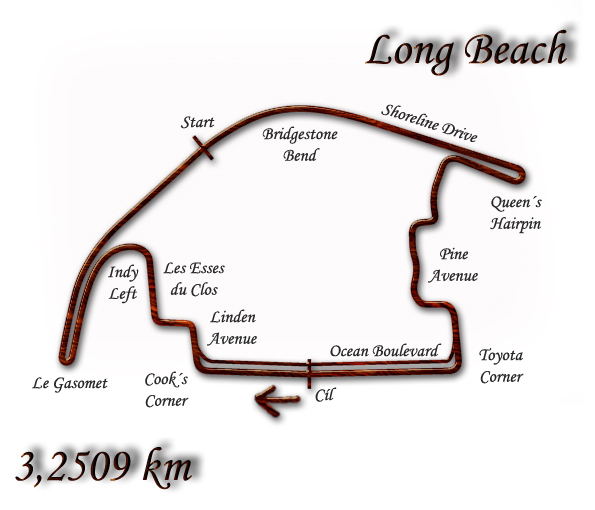
La configurazione di 3.251 metri con la partenza spostata dall' Ocean Boulevard alla Shoreline Drive utilizzata dal 1978 al 1981
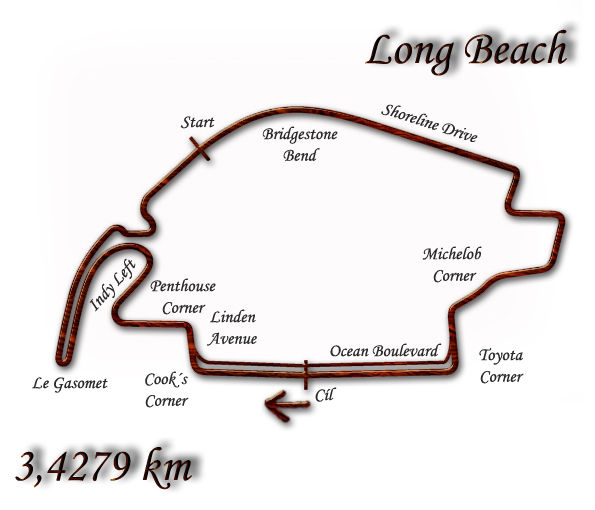
La configurazione di 3.428 metri utilizzata nel 1982
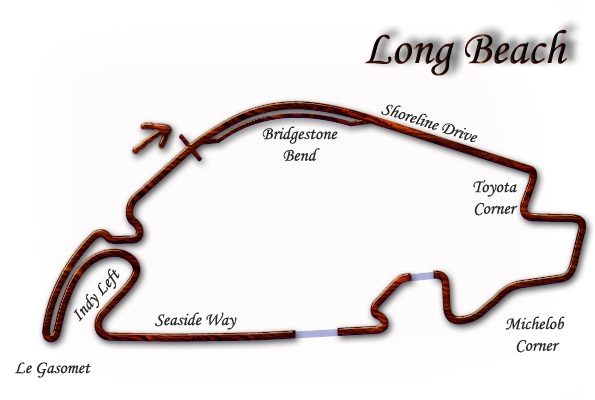
La configurazione di 3.275 metri utilizzata nel 1983
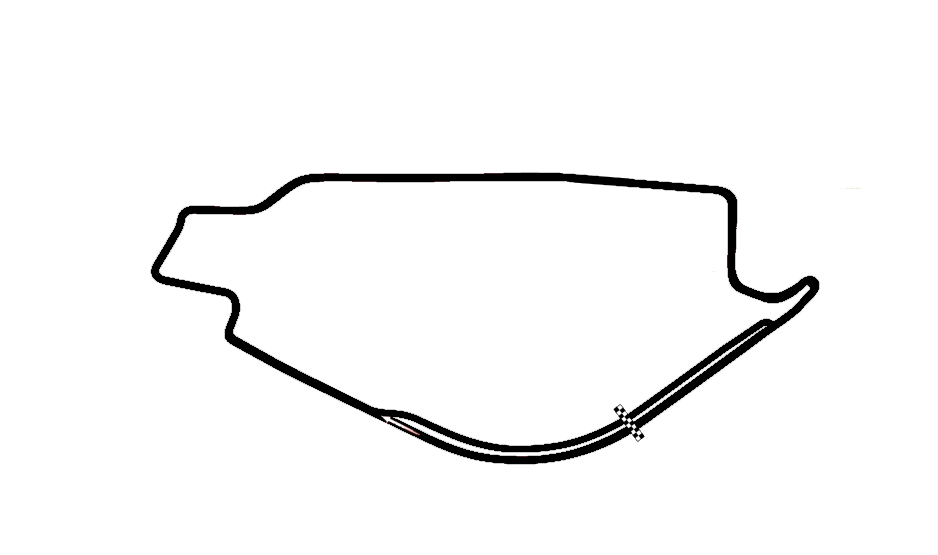
La configurazione utilizzata dalla Champ Car dal 1992 al 1998
La configurazione di 3.167 metri utilizzata dalla Champ Car dal 2000 al 2007 e dall'IndyCar dal 2008
La configurazione di 2.100 metri utilizzata dalla Formula E nel 2015 e nel 2016.